# 塞克
塞克（法語：Setques，法語發音：[sɛk]）是法国上法蘭西大區加来海峡省的一个市镇，属于圣奥梅尔区。

## 地理
塞克（50°42'43"N, 2°9'31"E）面积3.89 平方千米，位于法国上法蘭西大區加来海峡省，该省份为法国北部沿海省份，西北濒北海，南至索姆省，东临北部省。
与塞克接壤的市镇（或旧市镇、城区）包括：勒兰冈、埃尔讷、埃凯尔德、兰布尔、凯尔姆、维斯克。

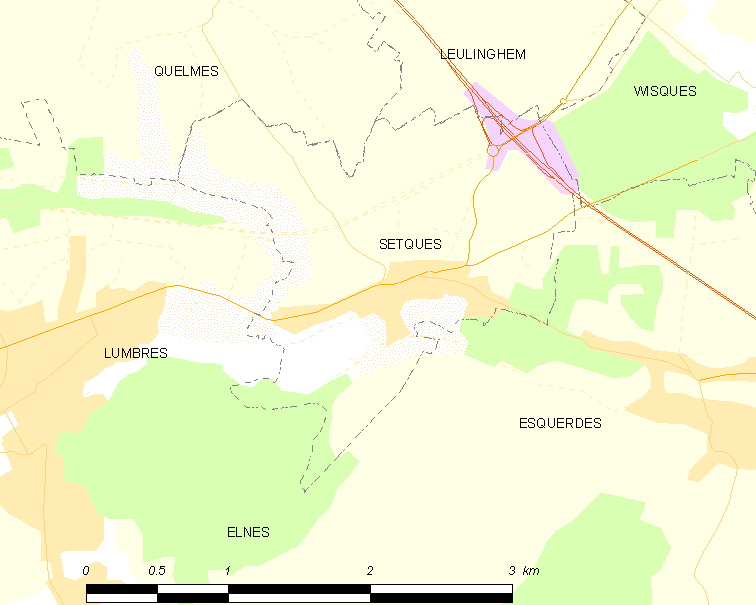
塞克的OSM定位图

塞克的时区为UTC+01:00、UTC+02:00（夏令时）。

## 行政
塞克的邮政编码为62380，INSEE市镇编码为62794。

## 政治
塞克所属的省级选区为兰布尔县。

## 人口

1962-2008年间塞克人口变化图示

塞克于2022年1月1日时的人口数量为594人。